# Associated Independent Recording
Associated Independent Recording (AIR) és una companyia d'enregistrament independent fundada a Londres el 1965 pel productor de The Beatles George Martin i el seu soci John Burgess després de la seva sortida d'EMI.
Des de 1969 AIR ha operat les seves pròpies instal·lacions d'enregistrament d'àudio professionals.

## Oxford Street
La primera instal·lació d'AIR era al quart pis del 214 d'Oxford Street, que contenia quatre estudis, i posteriorment, un espai de programació de Midi. La instal·lació incloïa dos estudis grans (un de 58×32 peus i l'altre de 30×28) i dos de petits. Els estudis contenien dos pianos Bösendorfer, moltes cabines soundproof, i una consola de mescles de 56 canals, dissenyada expressament per Neve Electronics segons les especificacions d'AIR.

## AIR Montserrat
La companyia va construir un altre estudi de gravació a l'illa caribenya de Montserrat durant els anys 1970. El 1986, la instal·lació es descrivia com a:
"Espai de control remodelat recentment que ara presenta 60 canals per SSL amb l'automatització i TR i 12 canals plenament integrats per Rupert Neve de Focusrite, dues màquines digitals de 32 pistes Mitsubishi X850 i 24 pistes Studer A800. Mescla digital en dos Mitsubishi X86. Llista d'equip auxiliar molt completa."
Jimmy Buffett va enregistrar Volcano a l'estudi de Montserrat el maig de 1979, anomenant l'àlbum i la seva cançó pel llavors dorment volcà de Soufrière Hills a l'illa. Elton John va enregistrar tres àlbums a l'estudi de Montserrat durant els anys 1980. Dire Straits va enregistrar seu reeixit àlbum Brothers in Arms entre 1984 i 1985. Duran Duran va enregistrar un dels seus àlbums més importants, Rio, durant els mesos de gener i de febrer de 1982. Altres artistes com Paul McCartney, Rush, The Police (Ghost in the Machine i Synchronicity), Rolling Stones, Pink Floyd, Black Sabbath, Little River Band, Sheena Easton, Luther Vandross, i Supertramp també van enregistrar-hi àlbums.
La instal·lació de Montserrat va ser pràcticament destruïda per l'Huracà Hugo el 1989.

## AIR Lyndhurst Hall
El 1991 els Estudis AIR van assumir el Lyndhurst Hall, edifici llistat com a grau II dissenyat per Alfred Waterhouse, situat al suburbi d'Hampstead al nord de Londres. L'espai es reorganitzava com a instal·lació d'enregistrament i s'obria per a negoci el desembre de 1992. L'aire Lyndhurst és ara una instal·lació de Londres clau per enregistraments clàssics i populars, així com música per a pel·lícules, postproducció de televisió, i diàlegs, efectes de so i música per a videojocs.